# Berliner Morgenpost
Берли́нер мо́ргенпост (нем. Berliner Morgenpost — «Берлинская утренняя почта») — ежедневная газета в Германии. Основана в 1898 году. В 1945 году издательство газеты было прекращено и возобновлено только в 1952. В настоящее время издается в Берлине и выходит каждые день с понедельника по воскресенье включительно.